# Miag-ao

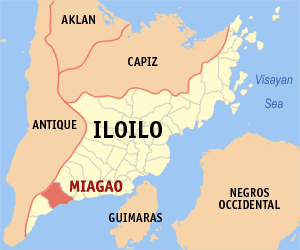
Bản đồ Iloilo với vị trí của Miagao

Miag-ao là một đô thị hạng 1 ở tỉnh Iloilo, Philippines. Theo điều tra dân số năm 2007 của Philipin, đô thị này có dân số 60.498 người.
Miag-ao là đô thị lớn nhất Philipin, có tổng cộng 119 barangay. Cự ly khoảng 40 km về phía tây nam của Thành phố Iloilo.

## Các đơn vị hành chính
Miag-ao được chia ra 119 barangay.
| - Agdum - Aguiauan - Alimodias - Awang - Oya-oy - Bacauan - Bacolod - Bagumbayan - Banbanan - Banga - Bangladan - Banuyao - Baraclayan - Bariri - Baybay Norte - Baybay Sur - Belen - Bolho - Bolocaue - Buenavista Norte - Buenavista Sur - Bugtong Lumangan - Bugtong Naulid - Cabalaunan - Cabangcalan - Cabunotan - Cadoldolan - Cagbang - Caitib - Calagtangan - Calampitao - Cavite - Cawayanan - Cubay - Cubay Ubos - Dalije - Damilisan - Dawog - Diday - Dingle | - Durog - Frantilla - Fundacion - Gines - Guibongan - Igbita - Igbugo - Igcabidio - Igcabito-on - Igcatambor - Igdalaquit - Igdulaca - Igpajo - Igpandan - Igpuro - Igpuro-Bariri - Igsoligue - Igtuba - Ilog-ilog - Indag-an - Kirayan Norte - Kirayan Sur - Kirayan Tacas - La Consolacion - Lacadon - Lanutan - Lumangan - Mabayan - Maduyo - Malagyan - Mambatad - Maninila - Maricolcol - Maringyan - Mat-y - Matalngon - Naclub - Nam-o Sur - Nam-o Norte - Narat-an | - Narorogan - Naulid - Olango - Ongyod - Onop - Oyungan - Palaca - Paro-on - Potrido - Pudpud - Pungtod Monteclaro - Pungtod Naulid - Sag-on - San Fernando - San Jose - San Rafael - Sapa (Miagao) - Saring - Sibucao - Taal - Tabunacan - Tacas - Tambong - Tan-agan - Tatoy - Ticdalan - Tig-amaga - Tig-Apog-Apog - Tigbagacay - Tiglawa - Tigmalapad - Tigmarabo - To-og - Tugura-ao - Tumagboc - Ubos Ilawod - Ubos Ilaya - Valencia - Wayang |